# Lothar Meister II

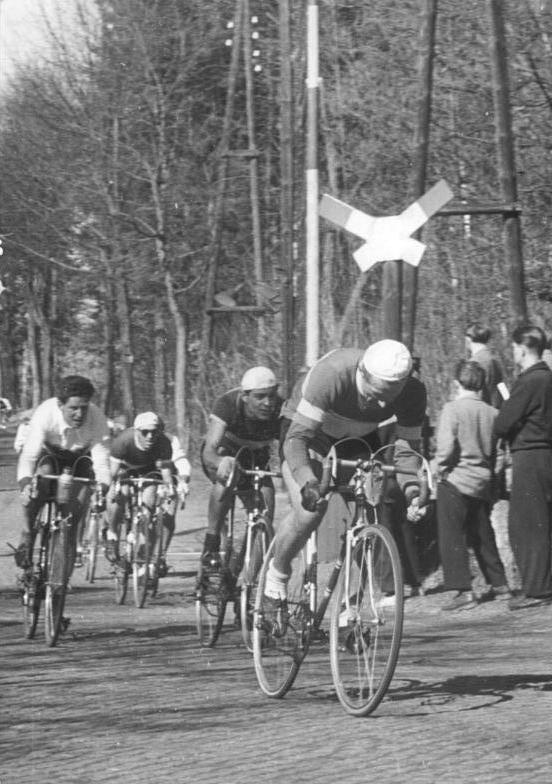
Lothar Meister II führt das Feld an bei Berlin-Angermünde-Berlin (1956)

Lothar Meister, genannt Lothar Meister II, (* 6. Juli 1928 in Gera; † 23. Februar 2019 in Chemnitz) war ein deutscher Straßenradrennfahrer, der in der DDR aktiv war.

## Radsport-Laufbahn
Meister II kam erst spät, mit  22 Jahren, zum Radsport. Bis zu seinem 25. Lebensjahr startete der in Gera beheimatete Lothar Meister lediglich bei lokalen Straßenrennen im Thüringer Raum. Erst mit seinem überraschenden Sieg beim 1953er Frühjahrsrennen Berlin–Cottbus–Berlin, bei dem er über die gesamte DDR-Elite triumphierte, machte er DDR-weit auf sich aufmerksam. Die Sportvereinigung Einheit nominierte ihn daraufhin für die DDR-Rundfahrt 1953, bei der er sich als Mitglied der Gemischten Mannschaft auf der zweiten Etappe das Gelbe Trikot des Gesamtführenden eroberte. Er führte die Einzelwertung zwei Tagesabschnitte an, musste später jedoch wegen einer Knieverletzung vorzeitig aufgeben. Auch in den folgenden zwei DDR-Rundfahrten war Meister am Start, 1954 fuhr er für die zweite Mannschaft der SV Einheit und wurde Achter, 1955 wurde er als Mitglied der Mannschaft des SC Wismut Karl-Marx-Stadt Rundfahrt-Vierter. Ebenfalls 1955 gewann er das Eintagesrennen Rund um Dortmund.
Sein Debüt beim zu dieser Zeit größten Amateur-Etappenrennen Internationale Friedensfahrt gab Meister ebenfalls 1955. Auf dem mit 206 Kilometern längsten Tagesabschnitt von Karl-Marx-Stadt nach Leipzig erzielte er mit dem dritten Platz sein bestes Etappenergebnis, in der Gesamteinzelwertung kam er als drittbester DDR-Fahrer auf Rang elf. Seine erfolgreiche Friedensfahrtteilnahme brachte ihm die Auszeichnung Meister des Sports ein. Bei seiner zweiten Friedensfahrt 1956 fuhr er zusammen mit seinem Namensvetter aber nicht verwandten Lothar Meister I. Das Duell der beiden entschied Meister II mit Platz 13 eindeutig gegenüber dem 52. Platz von Meister I für sich. Zum letzten Mal startete Meister II 1957 bei der Friedensfahrt. Der fast 28-Jährige wurde in der Gesamtwertung 19. und war damit Schlechtester der sechs DDR-Starter.

## Verschiedenes
Noch als aktiver Radsportler begann sich Meister für das Bergsteigen zu interessieren. 1956 erstieg er gemeinsam mit seinem Nationalmannschaftskameraden Gustav-Adolf Schur die Barbarine, einen freistehenden Felsen im Elbsandsteingebirge und wurde 1958 Mitglied des Sebnitzer Kletterklubs Kampftürmer. Nach seinem Rückzug aus dem Leistungssport arbeitete Meister, der als Dekorateur ausgebildet worden war, als Maler bei der Wismut in Gera. Nach seinem Ruhestand ließ er sich in Chemnitz nieder. Dort starb er am 23. Februar 2019 im Alter von 90 Jahren. Sein Tod wurde erst mehrere Monate später öffentlich bekannt.